# 列昂尼德·斯塔德尼克
列昂尼德·斯塔德尼克（烏克蘭語：Леонід Степанович Стадник；1970年8月5日—2014年8月24日），是一個烏克蘭人，身高已達8英尺5英寸。
列昂尼德·斯塔德尼克為世界上最高的人。2008年8月20日，吉尼斯世界紀錄首席克雷格Glenday宣布，世界上最高的人的稱號歸還中國的鮑喜順，因為列昂尼德·斯塔德尼克拒絕吉尼斯世界紀錄量測身高。